# Росица (филм)
Вижте пояснителната страница за други значения на Росица.
„Росица“ е български игрален филм (драма) от 1944 година, по сценарий и режисура на Борис Борозанов. Оператор е Георги Парлапанов.

## Актьорски състав
- Любен Желязков – Добри
- Елена Снежина – Елена
- Панталей Хранов – Стойко
- Андрей Чапразов – Петър
- Олга Кирчева
- Любен Попов
- Мария Кирова – Росица